# Thomas Massie
Thomas Harold Massie, född 13 januari 1971 i Huntington i West Virginia, är en amerikansk republikansk politiker. Han är ledamot av USA:s representanthus sedan 2012.
Massie studerade vid Massachusetts Institute of Technology. Kongressledamot Geoff Davis avgick 2012 och Massie fyllnadsvaldes i representanthuset.